# Mirko Svrček
Mirko Svrček (11. října 1925 Praha – 29. dubna 2017 tamtéž) byl český botanik a mykolog. Jeho oficiální autorská botanická a mykologická zkratka je „Svrček“.

## Životopis
Po studiu na Přírodovědecké fakultě Univerzity Karlovy (PF UK) v Praze byl jeho vědecký život spjat s Národním muzeem v Praze. Zde pracoval z počátku v botanickém oddělení, od roku 1965 působil v mykologickém oddělení. Mykologické oddělení pravidelně navštěvoval i po svém odchodu do důchodu v roce 1992 až do jeho přestěhování. Desítky tisíc herbářových exemplářů, které shromáždil v Československu a několika dalších evropských zemích jsou uloženy v mykologickém herbáři Národního muzea (s mezinárodním kódem PRM), včetně typových sběrů taxonů, které popsal.
V letech 1974 až 1992 byl vedoucím redaktorem mezinárodního vědeckého časopisu Česká Mykologie, dnes Czech Mycology. Byl dlouholetým členem České vědecké společnosti pro mykologii (ČVSM).
Na jeho počest byly popsány rody Svrcekia (Kubička 1970) a Svrcekomyces (J. Moravec 1976). Pét druhů hub Ascomycetes má své epitety odvozené z jeho příjmení: Amicodisca svrcekii (Raitv. & Huhtinen), Octospora svrcekii (Benkert 1998), Rhodophyllus svrcekii (Pilát 1969), Solenia svrcekii (Pilát) a Capronia svrcekiana (Réblová 1996).
Byl autorem popisů novych druhů, na příklad:
- Pseudombrophila porcina (Svrček & Kubička) Brumm. 1995
- Coprinus suburticicola (Pilát & Svrček) 1967
- Cejpomyces Svrček & Pouzar 1970 – obecně Thanatephorus; Ceratobasidiaceae
- Lachnea cejpii Velen. 1934 – obecně Scutellinia cejpii (Velen.) Svrček 1971; Pyronemataceae
- Dematioscypha dermatiicola (Berk. & Broome) Svrček 1977
- Coprinus pusillulus (Svrček) 1983
- Microscypha cejpii (Velen.) Svrček 1985; Hyaloscyphaceae
- Psilocistella cejpii (Velen.) Svrček 1978 – obecně Microscypha cejpii; Hyaloscyphaceae
- Coprinus kubickae (Pilát & Svrček) 1967 – obecně Coprinopsis kubickae (Pilát & Svrček) Redhead, Vilgalys & Moncalvo 2001

## Odborné publikace
výběr
- Klíč k určování bezcévných rostlin. Státní pedagogické nakladatelství, Praha 1976.
- (spoluautor): Holubinky. Academia, Praha 1984.
- (autor doplňku): L. V. Garibova: Houby. Poznáváme, sbíráme, upravujeme (překlad z ruštiny V carstve gribov Jan Dienstbier). Lidové nakladelství, Praha 1985.
- Houby. Aventinum, Praha 2005, ISBN 80-86858-08-1.